# مطار عين وسارة
مطار عين وسارة (إيكاو: DAAQ) هو مطار عسكري يقع بالقرب من عين يسرة، ولاية الجلفة، الجزائر.